# Personnages de Twin Peaks
Cet article présente les personnages des deux premières saisons de Twin Peaks, feuilleton télévisé américain créé par Mark Frost et David Lynch. Ce dernier joue dans certains épisodes, incarnant l'agent du FBI Gordon Cole.

## Agents du FBI

### Dale Cooper
Interprété par : Kyle MacLachlan (Saison 1, 2, Twin Peaks: Fire Walk with Me, Saison 3).
Personnage intelligent, intuitif et rigoureux, passionné par le Tibet, cet agent minutieux, adepte de techniques intuitives, est envoyé à Twin Peaks pour enquêter sur le meurtre de Laura Palmer. Cette petite ville, et surtout la forêt qui l'entoure, lui plaisent autant que le café noir qu'il aime savourer. Hanté par le souvenir de sa tragique relation amoureuse avec Caroline Earle, témoin sous sa protection lors d'une précédente affaire et épouse de son coéquipier. Attiré un temps par Audrey Horne, il finit par tomber amoureux d'Annie Blackburn.

### Gordon Cole
Interprété par : David Lynch (Saison 2, Twin Peaks: Fire Walk With Me, Saison 3).

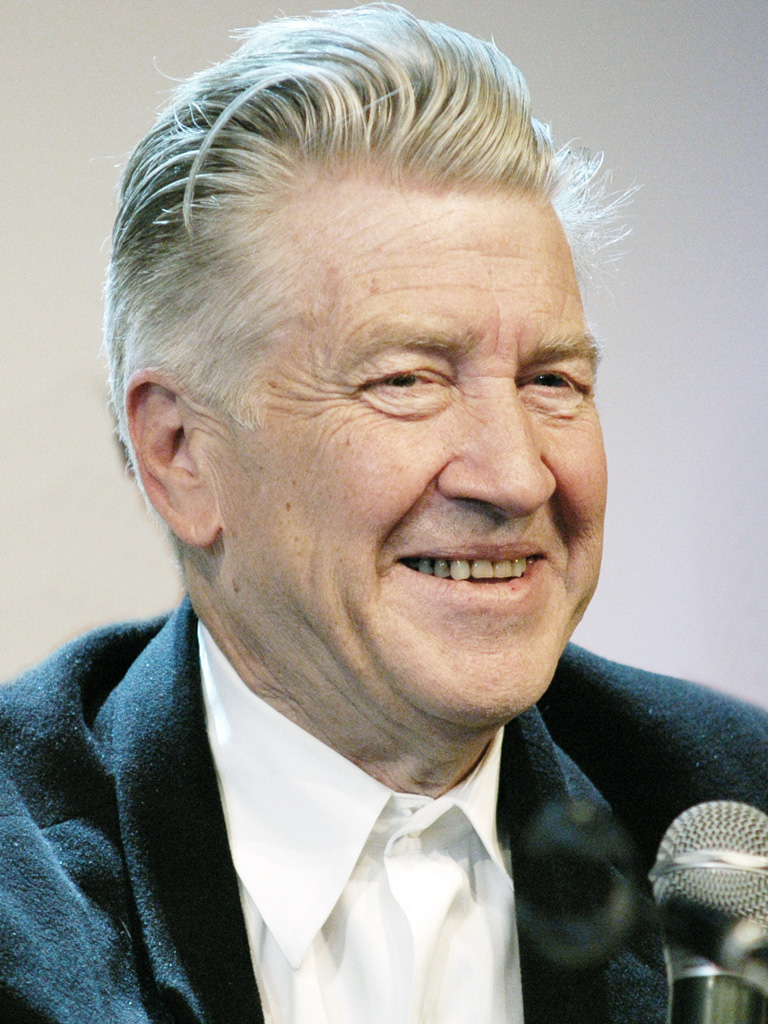
Gordon Cole est interprété par David Lynch, co-créateur de la série.

Supérieur de Cooper et Rosenfeld, il a des problèmes d’audition et crie dès qu’il ouvre la bouche. Shelly Johnson est la seule personne qu’il entend sans problème. Dans sa jeunesse, il a travaillé avec Phillip Jeffries sur le phénomène des Tulpa, créant ainsi la section Blue Rose. Il vient plusieurs fois à Twin Peaks pour aider Cooper et enquête de son côté sur le double maléfique de ce dernier lors de la troisième saison.

### Albert Rosenfield
Interprété par : Miguel Ferrer (Saison 1, 2, Twin Peaks: Fire Walk with Me, Saison 3).
Médecin légiste, collègue de Cooper, il vient à Twin Peaks pour pratiquer l’autopsie de la jeune Laura. Sarcastique mais adepte de la non-violence, il finit par s'attacher à ceux qu'il qualifiait volontiers de « ploucs ». Il est pendant un moment en froid avec le shérif Truman, qui est lassé par ses incessantes critiques. Membre de la section Blue Rose, il aide Gordon Cole dans son enquête sur le double de Cooper et les circonstances de sa disparition vingt-cinq ans plus tard.

### Denise Bryson
Interprété par : David Duchovny (Saison 2 et 3).
Devenue membre de la brigade des stupéfiants, cette ancienne collègue de Cooper vient à Twin Peaks pour enquêter sur ce dernier qui est suspecté d’avoir participé à un trafic de drogue. Denise est une femme transgenre que Cooper n'avait pas revue depuis sa transition. Elle insiste pour être appelée Denise (étant connue comme Dennis précédemment).

### Chester "Chet" Desmond
Interprété par : Chris Isaak (Twin Peaks: Fire Walk with Me).
Membre de la section Blue Rose, il est envoyé à Dear Meadow par Gordon Cole pour enquêter sur le meurtre d'une prostituée, Teresa Banks. Accompagné par Sam Stanley, un jeune légiste, il se met rapidement à dos la police locale. Desmond disparaît après avoir trouvé l'anneau vert de la Loge Noire et ne laisse aucune trace derrière lui. Sur sa voiture est retrouvée l'inscription LETS ROCK qui sera réutilisée par le Nain dans la Loge Noire.

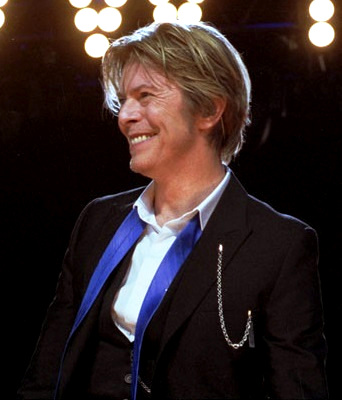
David Bowie, interprète de Phillip Jeffries.

### Phillip Jeffries
Interprété par : David Bowie (Twin Peaks: Fire Walk with Me, Saison 3).
Ancien coéquipier de Gordon Cole, Phillip Jeffries disparaît lors d'une de ses missions en Amérique du Sud. Il réapparaît mystérieusement dans les bureaux du FBI deux ans plus tard. Il y fait état d'une réunion à laquelle il a assisté dans une Convenience Store entre des esprits, à savoir les Tremond, BOB et le Nain. Cependant, il disparaît directement après. Jeffries refait surface vingt-cinq ans après, étant derrière les agressions répétées contre le Dopplegänger de Cooper. Il a alors perdu sa forme physique et réside dans la Convenience Store.

## La Loge Noire

### BOB
Interprété par : Frank Silva(Saison 1, 2, Twin Peaks: Fire Walk with Me, Saison 3).
BOB est une entité maléfique, créée par Judy lors de l'explosion d'une bombe nucléaire. Il est issu de la Convenience Store, et ce au même titre que les Hommes des bois. Il s'associe pendant longtemps avec MIKE, avant que ce dernier ne se repentisse en s'amputant le bras. Quelque temps plus tard, il rencontre le Nain, qui lui permet l'accès à la Loge Noire en échange de Garmonbozia, une substance dont se nourrissent les esprits et qui est issu du désespoir des victimes de BOB.
Il contrôle l'esprit de Leland Palmer et le force à violer et violenter sa propre fille, Laura. Il finit par assassiner celle-ci, déclenchant ainsi un émoi dans tout Twin Peaks.

### Mike, le manchot
L'apparition de Mike dans l'épisode pilote, était à l'origine destinée à être une sorte d'hommage à la série Le Fugitif. « La seule chose qu'il avait à faire, était d'être dans l'ascenseur et en sortir » .
Cependant, Lorsque Lynch a écrit le monologue « Le feu marche avec moi », il imaginait Mike dans le sous-sol de l'hôpital ; une séquence qui apparaîtra dans la version alternative de l'épisode pilote, et plus tard dans l'épisode 2, lors du rêve de l'agent Cooper. Le nom complet de Mike est Phillip Michael Gerard, une référence au lieutenant Phillip Gerard, un personnage du Fugitif.

### L'Homme venu d'un autre endroit
Lynch rencontre Michael J. Anderson en 1987. Après l'avoir vu dans un court métrage, Lynch veut engager l'acteur dans le rôle-titre de Rocket Ronnie, mais le projet est finalement tombé à l'eau.
Lors du montage de la fin alternative de la version européen du pilote, Lynch a une idée en rentrant chez lui: « J'étais appuyé contre une voiture; le devant était appuyé contre cette voiture très chaude. Mes mains étaient posées sur le toit et le métal était très chaud. Les scènes de la " Red Room " m'ont sauté aux yeux. "Little Mike" était là, et il parlait à l'envers ... J'ai pensé à la "Red Room", tout le reste de la nuit » .

### Les hommes des bois
Interprétés par : Robert Broski, David Brisbin, Anthony Marcacci, Jon-Thomas Butler, Christian Calloway, Mike Cochrane, Patrick Dawson, Liam Kennedy, Gabriel Lane, David Nieker, Richard Staley, Stewart Strauss, Jürgen Prochnow et des acteurs non crédités (Twin Peaks: Fire Walk with Me, Saison 3).
Tout comme BOB, les hommes des bois résident dans la Convenience Store. On ne connaît pas leur réel fonction mais ils gardent la Convenience Store et serve même de guide, deux d'entre eux ont aussi assisté à une réunion entre L'Homme venu d'un autre endroit et Bob dans les années 80.
En 1956, un homme des bois attaque une station radio, broyant le crâne à la réceptionniste et au disc-jokey puis, après avoir laissé un étrange message, repart et disparaît dans la nuit.
En 2017, un homme des bois tue William Hastings, un homme en ayant trop vu sur la Loge Noire. Ils apparaissaient aussi dans une prison, dans une morgue et sur le bas-côté d'une route pour aider Dale Cooper possédé par BOB.

## Les Palmer

### Laura Palmer
Interprétée par : Sheryl Lee (Saison 1, 2, Twin Peaks: Fire Walk with Me, Saison 3).
Jeune fille assassinée un jour de février, l’identité de son meurtrier est l'une des intrigues principales de la série. Derrière ses apparences de fille bien sous tous rapports, elle mène une vie secrète, qu’elle décrit en partie dans ses journaux intimes.
Pour économiser de l'argent, Lynch projette d'engager une fille de la région de Seattle « juste pour jouer la morte » .	
La jeune fille du coin est Sheryl Lee. « Mais personne, ni moi, ni Mark, ne savions si elle était capable de jouer, ou que son image serait si forte en étant morte. » . En effet, l'image de Lee enveloppée dans du plastique est devenue l'une des images les plus marquantes et les plus mémorables de la série. Lorsque Lynch a tourné les images que James est censé tourner au caméscope de Donna et Laura, il réalisa que Sheryl Lee avait quelque chose de spécial. « Elle a fait une autre séquence, la vidéo avec Donna au pique-nique. Et ce fut cette scène qui l'a fait » . En conséquence, Sheryl Lee est devenue un personnage semi-recurrent, apparaissant dans des flashbacks de Laura, et devenant un personnage récurrent en tant que Maddy, la cousine de Laura qui deviendra une autre victime de Bob. - Selon le site de référencement IMDB, Sheryl Lee avait déjà joué dans Sailor et Lula du même David Lynch.

### Leland Palmer
Interprété par : Ray Wise (Saison 1, 2, Twin Peaks: Fire Walk with Me, Saison 3).
Père de Laura et avocat de Benjamin Horne, il est très affecté par la mort de sa fille. Après la mort de sa fille, il est atteint de crises de démence qui le poussent à danser et à chanter dans les moments les moins appropriés. Cette évolution radicale lui vaut un changement de couleur de cheveux, qui blanchissent en une nuit.

### Sarah Palmer
Interprétée par : Grace Zabriskie (Saison 1, 2, Twin Peaks: Fire Walk with Me, Saison 3).
Mère de Laura, elle a plusieurs visions après la mort de sa fille, qui sont souvent annoncées par des plans en contre-plongée d'un ventilateur de plafond. Ces visions montrent un autre personnage, effrayant et maléfique : Bob. 25 ans après les faits, elle vit reclus dans sa maison et n'interagit presque plus avec le monde extérieur. 

### Madeleine Ferguson
Interprétée par : Sheryl Lee (Saison 1 et 2).
Cousine de Laura, elle lui ressemble physiquement en tous points (les deux rôles sont joués par la même actrice). Seule la couleur de leurs cheveux les différencient, Laura étant blonde et Maddy brune.

## Les Horne

### Audrey Horne
Fille de Benjamin Horne, elle tombe amoureuse de Dale Cooper et l'aide dans son enquête, au péril de sa vie. Elle passe du stade d'enfant gâtée à celui de personne mature et réfléchie, prenant un rôle important dans l’entreprise de son père.

### Benjamin Horne
Homme le plus riche et puissant de la ville, suspecté un temps du meurtre de Laura Palmer, du fait des relations plus que douteuses qu’il entretenait avec elle, il possède le grand magasin de la ville et une boite de nuit dans la forêt de l'autre côté de la frontière. Il tente par tous les moyens de s'approprier le terrain de la scierie de Josy et Catherine Packard. Une folie passagère le pousse à mettre en scène la guerre de Sécession avec des petites figurines, faisant gagner les sudistes.

### Sylvia Horne
Femme de Benjamin Horne.

### Johnny Horne
Fils de Sylvia et Benjamin Horne, frère d’Audrey Horne, il est lourdement handicapé et ne s’exprime que par des cris.

### Jerry Horne
Petit frère de Ben, c'est un avocat raté, que seul son frère emploie.

## Le bureau du shérif

### Harry Truman
Shérif de Twin Peaks, il s'entend très bien avec Cooper. Il est amoureux de Josie Packard, riche et mystérieuse veuve de Twin Peaks.

### Andy Brennan
Andy Brennan est l'un des adjoints du shérif Truman. Gentil, maladroit et simplet, il ne supporte pas la vue du sang et pleure très facilement. Il est amoureux de Lucy Moran, standardiste au bureau du shérif.

### Lucy Moran
Standardiste au bureau du shérif de Twin Peaks, elle parle en décortiquant chaque détail, même le plus insignifiant. Elle a une liaison avec Andy Brennan, mais aura également une aventure avec Richard Tremayne. Enceinte, elle devra choisir qui sera le père de son bébé.

### Tommy «Hawk» Hill
Adjoint du shérif, c'est un Indien de la région.

## Les Hayward

### Donna Hayward
Donna est la meilleure amie de Laura Palmer. Après la mort de Laura, Donna se rend compte qu’elle est amoureuse de James Hurley, ancien amant de Laura. Leur relation connaît des hauts et des bas, provoqués par les malheurs qui se produisent autour d’eux.

### Will Hayward
Médecin à Twin Peaks, père adoptif de Donna.

### Eileen Hayward
Épouse du docteur Hayward et mère de Donna, elle est handicapée et se déplace en fauteuil roulant. Elle a eu dans le passé une aventure avec Benjamin Horne. La question de l’identité du vrai père de Donna est posée à la fin du feuilleton. Audrey et Donna pourraient en fait être deux sœurs.

## Les Briggs

### Bobby Briggs
Bobby est le petit ami officiel de Laura Palmer. Il est mêlé à un trafic de drogue auquel participe Leo Johnson. Bobby a une relation amoureuse avec Shelly, la femme de Leo.

### Major Briggs
Le Major Briggs fait partie de l'US Air Force et travaille sur des dossiers ayant traits aux extraterrestres et au surnaturel. Briggs disparaît pendant une partie de pêche nocturne avec Cooper et réapparaît avec une cicatrice particulière dans le cou.

### Betty Briggs
Épouse dévouée du Major et mère aimante de Bobby, c'est une femme très discrète.

## Les Hurley

### James Hurley
James vit avec son oncle Ed Hurley et sa tante Nadine du fait d'une situation familiale difficile : son père, musicien, a quitté femme et enfants quand James était très jeune. Sa mère est une écrivaine alcoolique qui couche fréquemment avec des inconnus. Conducteur passionné de motos, James est une personnalité très calme extérieurement. Il a fréquemment des problèmes avec les femmes ; il était secrètement l'amant de Laura, et après sa mort il se rapproche de Donna et découvre qu'ils sont faits l'un pour l'autre. Par la suite il sera aussi attiré par la cousine de Laura, Maddy Ferguson, qui lui ressemble comme deux gouttes d'eau. Après la mort de Maddy, il quitte Twin Peaks et fait la rencontre d'Evelyn Marsh, qui le manipule et l'implique dans le meurtre de son mari. Après s'être tiré d'affaire, il décide de partir voyager loin de Twin Peaks. Il disparaît ainsi jusqu'à la fin de la série, mais continue d'écrire à Donna pour lui dire son amour et lui promettre de revenir un jour.

### Ed Hurley
Garagiste, il est le patron de la station service Big Ed's Gas Farm, à Twin Peaks. Le personnage s'occupe de son neveu James Hurley. Il est marié à Nadine, qui l'excède par son caractère lunatique, tantôt dépressif et tantôt autoritaire. Ce mariage est à ses yeux une erreur, puisqu'il n'a épousé Nadine que pour se venger d'une tromperie de Norma Jennings (tenancière du « Double R Diner »), dont il est amoureux depuis toujours. Au cours de sa nuit de noces avec Nadine, il lui perce accidentellement un œil. Par la suite il entretiendra une relation extra-conjugale avec Norma Jennings, jusqu'à ce que son mari violent, Hank, sorte de prison. Leur relation reprendra quand Nadine retombera en enfance et commencera à sortir avec Mike, un adolescent. Au cours d'une bagarre, Nadine blesse Hank en défendant Ed contre lui. Ce n'est qu'à la fin de la saison, lorsque Ed lui annonce son intention d'épouser Norma, que sa mémoire reviendra.
Ed est l'un des « Bookhouse Boys », qui aident le Sheriff Truman comme adjoints officieux.

### Nadine Hurley
Épouse d’Ed, elle perd un œil lors de leur lune de miel. Elle est très possessive et semble dépressive. Sa principale occupation est d'essayer d'inventer des tringles à rideaux silencieuses, jusqu’à ce qu’elle tente de se suicider. Après quelques jours de coma, elle se croit redevenue adolescente et possède une force exceptionnelle. Elle s'amourache de Mike, le meilleur ami de Bobby.

## Les Jennings

### Norma Jennings
Propriétaire du « Double R Diner », elle est tiraillée entre son véritable amour, Ed, et l'homme qu'elle a épousé, Hank, un ancien prisonnier.

### Hank Jennings
Époux de Norma et ancien prisonnier, il revient à Twin Peaks en liberté sur parole et travaille avec sa femme au « Double R Diner ». Il est en relation avec Leo pour des affaires de trafic de drogue et travaille discrètement pour Benjamin Horne.  Avant les événements de la série, il a été engagé par Josie Packard pour simuler la mort accidentelle de son mari Andrew Packard.

### Annie Blackburn
Arrivée à Twin Peaks après sa sortie du couvent (épisode 17 de la saison 2), elle est la sœur de Norma. Cooper et elle tombent rapidement amoureux. Elle lui fait oublier Caroline, son amour perdu. Elle est nommée Miss Twin Peaks avant de se faire kidnapper par Earle.

## Les Johnson

### Leo Johnson
Leo est un conducteur de camions également trafiquant de drogue. Il connaît Laura et lui fournit vraisemblablement de la drogue. Époux de Shelly, il est agressif et violent envers sa femme. On découvre qu'il a passé la nuit avec Laura le jour de sa mort. À la fin de la saison 1, il se fait tirer dessus par Hank et reste dans un état végétatif avant de reprendre plus ou moins conscience à l'épisode 13 de la saison 2. Il se fait alors kidnapper par Earle jusqu'au final de la saison 2.

### Shelly Johnson
Serveuse au « Double R Diner », mariée avec Leo, elle a également une liaison avec Bobby Briggs. Brutalisée par son mari elle continue d'entretenir sa relation avec Bobby quand Leo est dans un état végétatif lors de la quasi-totalité de la saison 2.